# Stony Island
Stony Island är en ö i Kanada.   Den ligger i provinsen Newfoundland och Labrador, i den östra delen av landet, 1 700 km nordost om huvudstaden Ottawa. Arean är 26,6 kvadratkilometer.
Terrängen på Stony Island är platt. Öns högsta punkt är 198 meter över havet. Den sträcker sig 8,5 kilometer i nord-sydlig riktning, och 6,2 kilometer i öst-västlig riktning.